# Franz Schilling (Fußballspieler)
Franz Mathias Schilling (* 11. Dezember 1910 in Strebersdorf (NÖ); † 3. Juni 1990 in Wien ) war ein österreichischer Fußballspieler.

## Karriere
Schilling gehörte während seiner aktiven Fußballerkarriere fünf verschiedenen Wiener Fußballvereinen als Stürmer an.
Zunächst kam er in den vom Wiener Fußball-Verband organisierten Meisterschaften in der I. Liga von 1926 bis 1930 für den Wiener Sport-Club zum Einsatz. In diesem Zeitraum schloss er mit seiner Mannschaft die Spielzeiten als Elft-, Neunt-, Viert- und nochmal als Neuntplatzierter ab.
Danach wechselte er zum SK Rapid Wien, mit dem er die Saison 1930/31 und 1931/32 jeweils als Drittplatzierter abschloss. Für den Verein bestritt er zudem drei Pokalspiele, in denen er vier Tore erzielte.
Danach folgten drei Spielzeiten für den Wiener AC, mit dem er am Saisonende 1932/33 den vierten Platz belegte, die Saison 1933/34 den fünften und die letzte den elften von zwölf Plätzen und damit die Klasse so eben noch halten konnte. Für den Verein kam er im Wettbewerb um den nationalen Pokal einzig am 30. Mai 1935 bei der 1:5-Finalniederlage gegen den FK Austria Wien zum Einsatz. In der darauffolgenden Saison musste der Verein als Letztplatzierter absteigen; Schilling gehörte in dieser Saison jedoch dem FK Austria Wien an, der die Saison als Siebtplatzierter beendete, aber mit dem 3:0-Sieg über den First Vienna FC den nationalen Vereinspokal gewann.
Danach folgte für ihn die längste Zugehörigkeit zu einem Verein; von 1936 bis 1947 spielte er nur noch für den SK Admira Wien, mit dem er am Ende seiner Premierensaison seinen ersten nationalen Meistertitel gewann. Als Sechstplatzierter schloss er mit seiner Mannschaft die Folgesaison und zugleich letzte Saison unter der Regie des Wiener Fußball-Verbandes ab.
Mit dem Anschluss Österreichs spielte er nunmehr in der Gauliga Ostmark, in einer von 17, später auf 23 aufgestockten Gauligen zur Zeit des Nationalsozialismus als einheitlich höchste Spielklasse im Deutschen Reich. Die erste Saison mit zehn teilnehmenden Vereinen wurde sogleich mit dem Titel Gaumeister Ostmark abgeschlossen; mit zwei Punkten Vorsprung vor dem SC Wacker Wien. Bis zur nicht mehr beendeten Saison 1944/45, seit der Saison 1941/42 in Sportbereichsklasse Donau-Alpenland umbenannt, blieb es der einzige Titel unter diesen Ligenbezeichnungen. Doch der Titel führte dazu, an der Endrunde um die Deutsche Meisterschaft teilnehmen zu dürfen.
In dem in vier Gruppen ausgetragenen Wettbewerb setzte sich seine Mannschaft als Erstplatzierter der Gruppe 3 – aufgrund des besseren Torquotienten gegenüber den punktgleichen Stuttgarter Kickers – durch. Schilling bestritt die ersten fünf von sechs Gruppenspielen und erzielte insgesamt drei Tore, wobei er sein erstes im ersten Gruppenspiel am 2. April 1939 beim 6:2-Sieg über die Stuttgarter Kickers mit dem Treffer zum 6:1 in der 74. Minute erzielte.
Nachdem seine Mannschaft auch das am 4. Juni 1939 in Frankfurt am Main ausgetragene Halbfinale mit 4:1 gegen den Hamburger SV für sich entscheiden konnte – dabei gelang ihm mit dem Treffer zum 2:0 in der 26. Minute sein insgesamt viertes Tor – zog sie ins Finale ein. Die Begegnung mit dem FC Schalke 04 am 18. Juni 1939 im Berliner Olympiastadion endete für ihn und seine Mannschaft mit der deutlichen 0:9-Niederlage.
Am 1935 neu eingeführten Wettbewerb um den Tschammerpokal, dem Pokalwettbewerb für Vereinsmannschaften, nahm er mit dem SK Admira Wien dreimal teil. Dabei debütierte er am 6. November 1938 in der Ausscheidungsrunde Ostmark im Rahmen des Viertelfinales und unterlag mit 0:6 dem First Vienna Wien. Auch sein erstes Spiel im Jahr 1939 war zugleich sein letztes, da seine Mannschaft am 20. August mit 0:1 gegen den SV Waldhof Mannheim gleich in der 1. Schlussrunde unterlag. 1941 bestritt er einschließlich des am 12. Oktober mit 2:4 verlorenen Halbfinale gegen den späteren Pokalsieger Dresdner SC fünf Spiele, in denen er jeweils ein Tor in der 1. und 2. Schlussrunde erzielte.
Nach dem Ende des Zweiten Weltkriegs absolvierte er für den Verein noch die Saison 1945/46 und 1946/47.
Der gebürtige Niederösterreicher (Strebersdorf wurde erst wenige Wochen nach seiner Geburt, am 1. Jänner 1911, nach Wien eingemeindet) verstarb 1990 und wurde am 13. Juni 1990 am Friedhof Strebersdorf bestattet.
Sein Sohn Norbert Schilling (* 1940) war im Zeitraum von etwa 1956-1970 bei den Vereinen Admira Wien, Wiener AC, Austria Salzburg, 1. Schwechater SC und der Vienna ebenfalls als Fußballer aktiv.

## Erfolge
- Zweiter der Deutschen Meisterschaft 1939
- Gaumeister Ostmark 1939
- Österreichischer Meister 1937
- ÖFB-Cup-Sieger 1936